# Ceraspis plaumanni
Ceraspis plaumanni är en skalbaggsart som beskrevs av Frey 1962. Ceraspis plaumanni ingår i släktet Ceraspis och familjen Melolonthidae. Inga underarter finns listade i Catalogue of Life.